# Phylliroe bucephala
Phylliroe bucephala is een slakkensoort uit de familie van de Phylliroidae. De wetenschappelijke naam van de soort is voor het eerst geldig gepubliceerd in 1816 door Lamarck.